# Мозер, Ханс Иоахим
Ханс Иоахим Мозер (также Ганс Иоахим Мозер, нем. Hans Joachim Moser; 25 мая 1889, Берлин — 14 августа 1967, Берлин) — немецкий музыковед, композитор, певец и писатель. Отец оперной певицы Эдды Мозер.

## Биография
Ханс Иоахим Мозер — сын профессора музыки Андреаса Мозера. Изучал музыковедение у Густава Еннера и Роберта Кана, обучался игре на скрипке у отца. Учился германистике и философии в Марбургском, Берлинском и Лейпцигском университетах. В 1910 году защитил докторскую диссертацию в Ростокском университете.
В звании лейтенанта участвовал в Первой мировой войне. В 1919 году габилитировался при Университете Галле, в 1922 году получил звание экстраординарного профессора. В 1925 году был приглашён на работу в Гейдельбергский университет. В 1927—1933 годах руководил Государственной академией церковной и школьной музыки в Берлине, одновременно являлся приглашённым профессором Берлинского университета. В 1933 году лишился работы в Берлинском университете за предоставление привилегий студенткам, вступавшим с ним в интимные отношения.
Несмотря на действовавший запрет на приём в партию 1 апреля 1936 года стал членом НСДАП. В 1938 году занял должность заместителя руководителя отдела музыкальной обработки в Имперском министерстве народного просвещения и пропаганды, в 1940—1945 годах возглавлял это учреждение. При Мозере с 1940 года проводилась «аризация» ораторий Генделя. С 1944 года Мозер публиковался в розенберговском журнале «Музыка на войне».
В 1947 году Мозер получил звание профессора Йенского университета, но спустя два месяца был уволен за свою деятельность в министерстве пропаганды. В 1950—1960 годах Мозер работал директором Городской консерватории в Западном Берлине. В 1963 году удостоился медали Моцарта.
Мозер написал труды о многих композиторах, в том числе о Пауле Хофхаймере, Генрихе Шютце и Иоганне Себастьяне Бахе, а также исследовал немецкие песни со времён Моцарта. В 1920-е годы Мозер опубликовал неоднократно переиздававшийся впоследствии трёхтомник «История немецкой музыки». После Второй мировой войны Мозер написал работу об истории лютеранской церковной музыки в Германии и многочисленные биографические сочинения.